# Comuna Bethausen, Timiș
Bethausen (1924: Bethlenhaus, germană Bethausen, Bethlenhaas, maghiară Bethlenháza, în grai bănățean, popular denumită de către locuitorii zonei, Betleaz) este o comună în județul Timiș, Banat, România, formată din satele Bethausen (reședința), Cladova, Cliciova, Cutina, Leucușești și Nevrincea.

## Localizare
Localitatea este situată în zona de est a județului Timiș, pe malul drept al râului Bega, la 26 km față de municipiul Lugoj. Se situează în centrul comunei, înconjurat de satele aparținătoare. Se învecinează la nord cu Cladova, la est cu Leucușești, la sud cu Cliciova iar la vest cu satul Cutina.
Date istorice : 5 martie 1883 au venit sfabii,apoi in 1913 sa numit Bethlenhaza.In CF Bettenhausen in Meiringen atestat deja in secolul al 19-lea sub forma Bettenhausen.In 1913 formele Bethlenhaza sunt maghiarizari ale formei germane.

## Istorie
Bethausen a fost întemeiată în anul 1883, atunci când coloniștii germani din Zichydorf s-au așezat pe acest teritoriu.

## Politică
Comuna Bethausen este administrată de un primar și un consiliu local compus din 11 consilieri. Primarul, Ioan Lihoni[*], de la Partidul Național Liberal, este în funcție din 2008. Începând cu alegerile locale din 2024, consiliul local are următoarea componență pe partide politice:
|  | Partid                              | Consilieri | Componența Consiliului | Componența Consiliului |
|  | ----------------------------------- | ---------- | ---------------------- | ---------------------- |
|  | Partidul Național Liberal           | 2          |                        |                        |
|  | Forța Dreptei                       | 2          |                        |                        |
|  | Uniunea Salvați România             | 1          |                        |                        |
|  | Partidul Național Conservator Român | 1          |                        |                        |
|  | Partidul Puterii Umaniste           | 1          |                        |                        |
|  | Partidul Social Democrat            | 1          |                        |                        |
|  | Alianța pentru Unirea Românilor     | 1          |                        |                        |
|  | Uniunea Ucrainenilor din România    | 1          |                        |                        |
|  | Partidul Mișcarea Populară          | 1          |                        |                        |

Primarul comunei, Vasile Olariu, face parte din PSD iar viceprimarul Ciorogariu Florin tot din PSD. Consiliul Local este constituit din 11 consilieri, împărțiți astfel:
|  | Partid                                     | Consilieri | Componența | Componența | Componența | Componența | Componența |
|  | ------------------------------------------ | ---------- | ---------- | ---------- | ---------- | ---------- | ---------- |
|  | Alianța Dreptate și Adevăr (3 PD și 2 PNL) | 5          |            |            |            |            |            |
|  | Partidul Social Democrat                   | 3          |            |            |            |            |            |
|  | Partidul România Mare                      | 1          |            |            |            |            |            |
|  | Partidul Noua Generație - Creștin Democrat | 1          |            |            |            |            |            |
|  | Independenți                               | 1          |            |            |            |            |            |

## Demografie
Componența etnică a comunei Bethausen
     Români (87,93%)
     Ucraineni (5,67%)
     Maghiari (1,2%)
     Alte etnii (1,03%)
     Necunoscută (4,16%)
Componența confesională a comunei Bethausen
     Ortodocși (76,79%)
     Penticostali (13,79%)
     Romano-catolici (1,72%)
     Alte religii (3,03%)
     Necunoscută (4,68%)
Conform recensământului efectuat în 2021, populația comunei Bethausen se ridică la 2.908 locuitori, în scădere față de recensământul anterior din 2011, când fuseseră înregistrați 3.057 de locuitori. Majoritatea locuitorilor sunt români (87,93%), cu minorități de ucraineni (5,67%) și maghiari (1,2%), iar pentru 4,16% nu se cunoaște apartenența etnică. Din punct de vedere confesional, majoritatea locuitorilor sunt ortodocși (76,79%), cu minorități de penticostali (13,79%) și romano-catolici (1,72%), iar pentru 4,68% nu se cunoaște apartenența confesională.